# Shaktismus

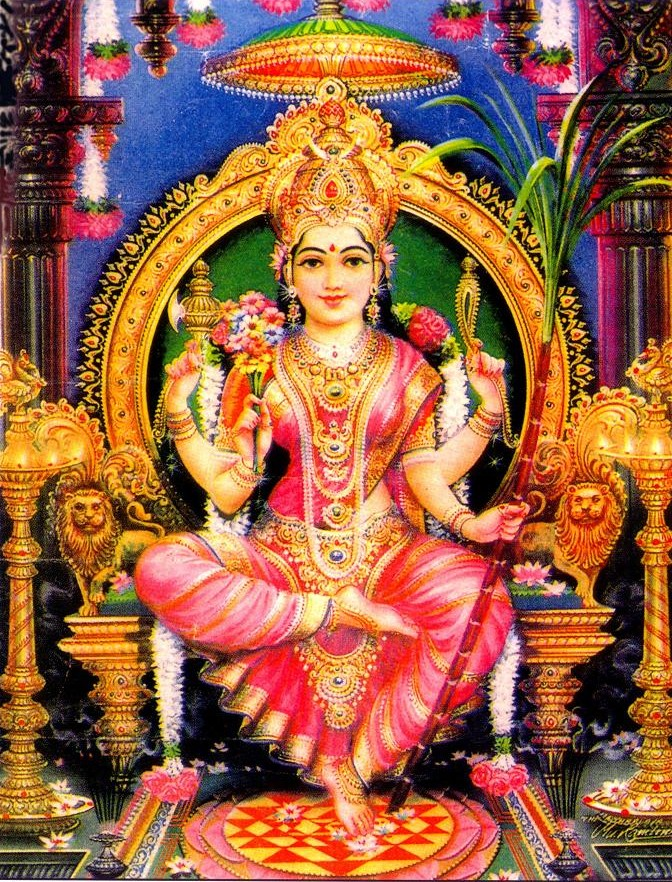
Lalita Devi

Shaktismus (Sanskrit शाक्त Śākta [ˈʃɑːktʌ] „zu Shakti gehörig“) ist eine Form des Hinduismus, der sich auf die weiblichen Götter oder die Göttin bezieht. Diese sogenannte Shakti, die als weiblich gedachte Urkraft des Universums, hat in dieser Religionsform eine herausragende Bedeutung im Heilsgeschehen und im Weltprozess, in dem die männliche Gottheit nur durch ihre Energie, die Shakti ist, handelt. Dabei ist die Stellung der Göttinnen innerhalb der einzelnen Kulte unterschiedlich. Sie kann das „Höchste Eine“ oder den philosophischen Zentralbegriff darstellen, das Attribut eines männlichen Allgottes sein oder eine autonome, gütige oder grausame Muttergöttin. In jedem hinduistischen Kult gibt es weibliche Gottheiten. Die Abgrenzung zu diesen Kulten liegt darin, dass im Shaktismus eine oder mehrere Göttinnen, die als Energien aufgefasst werden, das Heilsgeschehen und die Prozesse der Welt unmittelbar bedingen und in einem Kult verehrt werden.

## Geschichte

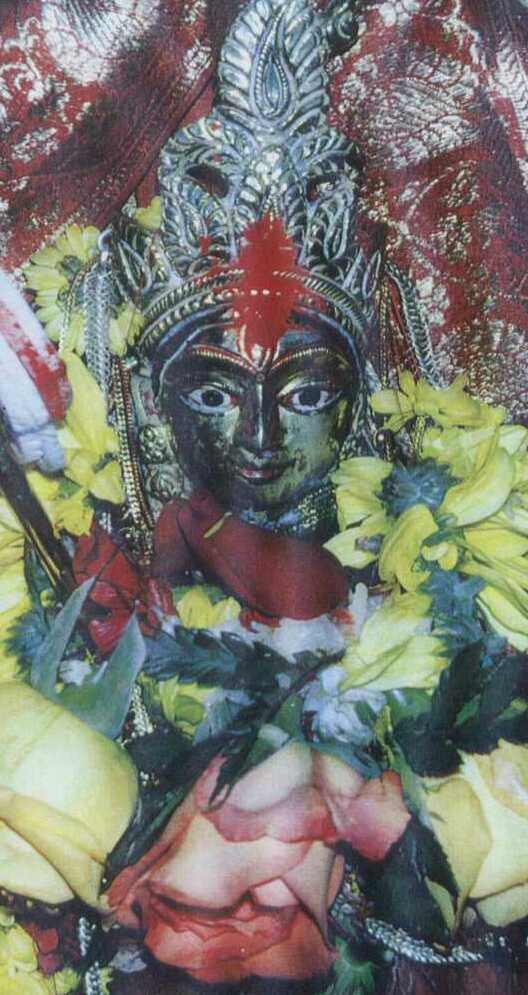
Die Shakti nach der Verehrung

Der Shaktismus ist eng verwoben mit dem indischen Tantrismus und ist neben Shivaismus und Vishnuismus eine der drei Hauptrichtungen des Hinduismus. Seine Ursprünge liegen im 4. bis 7. Jahrhundert. Der Shaktismus entstand historisch gesehen in seiner ausgeprägten Form nach dem Tantrismus und hatte seine Hochzeit im 8. bis 10. Jahrhundert, in dem auch viele seiner Texte entstanden. Im 12. bis 14. Jahrhundert lag dann eine ausgereifte Lehre vor, jedoch ist der größte Teil der Literatur dieser Richtung im 17. bis 19. Jahrhundert entstanden und Texte des Shakta-Tantra entstehen bis heute. Die Ursprünge des Shaktismus lassen sich bereits in den Veden finden und bei der drawidischsprachigen Urbevölkerung Indiens. Die wichtigsten Schriften der Anhänger Shaktis sind das Devi Bhagavata sowie das Devi Mahatmya, ein Teil des Markanadeya-Purana.
Unterschieden werden zwei Hauptformen des Shaktismus: Die Shri-Kula (Familie der Göttin Shri) sind hauptsächlich in Südindien vertreten, während die Kali-Kula (Familie der Göttin Kali) in Nord- und Ostindien stark verbreitet sind. Die Kali-Kula lehnt die brahmanische Tradition ab.
Zur Verbreitung des Shaktismus hat sehr stark die indische Volksreligion beigetragen, in der die Verehrung weiblicher Gottheiten ohnehin vorherrscht.
Die Verehrung von Göttinnen selbst ist in Indien allgegenwärtig und hat eine große Bedeutung für das tägliche Leben.

## Theologie
Der Shaktismus stammt religionshistorisch gesehen vom Shivaismus ab, und seine Theologie weicht kaum von der des Shivaismus ab, allerdings wird nicht Shiva, sondern die Shakti als höchstes Prinzip angesehen. Dies wird u. a. damit begründet, dass im Shivaismus Shiva als reiner Geist, der passiv ist, während seine Shakti als dessen aktives Prinzip gilt, so dass Shaktas Shiva als handlungsunfähig ohne seine Shakti sehen und diese deshalb der schöpferische Aspekt des Göttlichen ist. Shakti wird als zauberkräftige Schöpfungskraft (Mahamaya) und Mutter der Welt gesehen.
Die Theologie der Shakta ist grundsätzlich monistisch und vom Vedanta geprägt, da Devi als die Manifestation des Brahman angesehen wird. Jedoch wird die Maya im Gegensatz zum Vedanta als bewusste Kraft angesehen, in der die verschiedenen Aspekte der Göttin erscheinen und diese wird auch als personale Gottheit angebetet.

## Shakta-Tantra
Ab dem 10. Jahrhundert wurde der Shaktismus auch tantrisch. Praktiken wie Pujas, Opfergaben und Meditation vermischten sich mit esoterischen Inhalten des Tantrismus, vor allem auch mit Tantra-Yoga. In diesem werden körperliche und geistige Techniken angewendet: Meditation, Japa, Mantras und Yantras sowie Asanas und andere körperliche Übungen. Die Shakti wird hier als Kundalini angesehen und jedes Chakra wird einer Göttin gleichgesetzt. Mukti, Erlösung, wird im Shakta-Tantra darin gesehen, dass die Kundalini durch alle Chakren aufgestiegen ist und der Praktizierende Siddhantacara erreicht, die "vollkommene Verehrung" die zur Befreiung (von Samsara) führt. Dieser Zustand wird Jivanmukti, "bereits im Leben befreit" genannt.

## Mythologie und Formen des Shaktismus

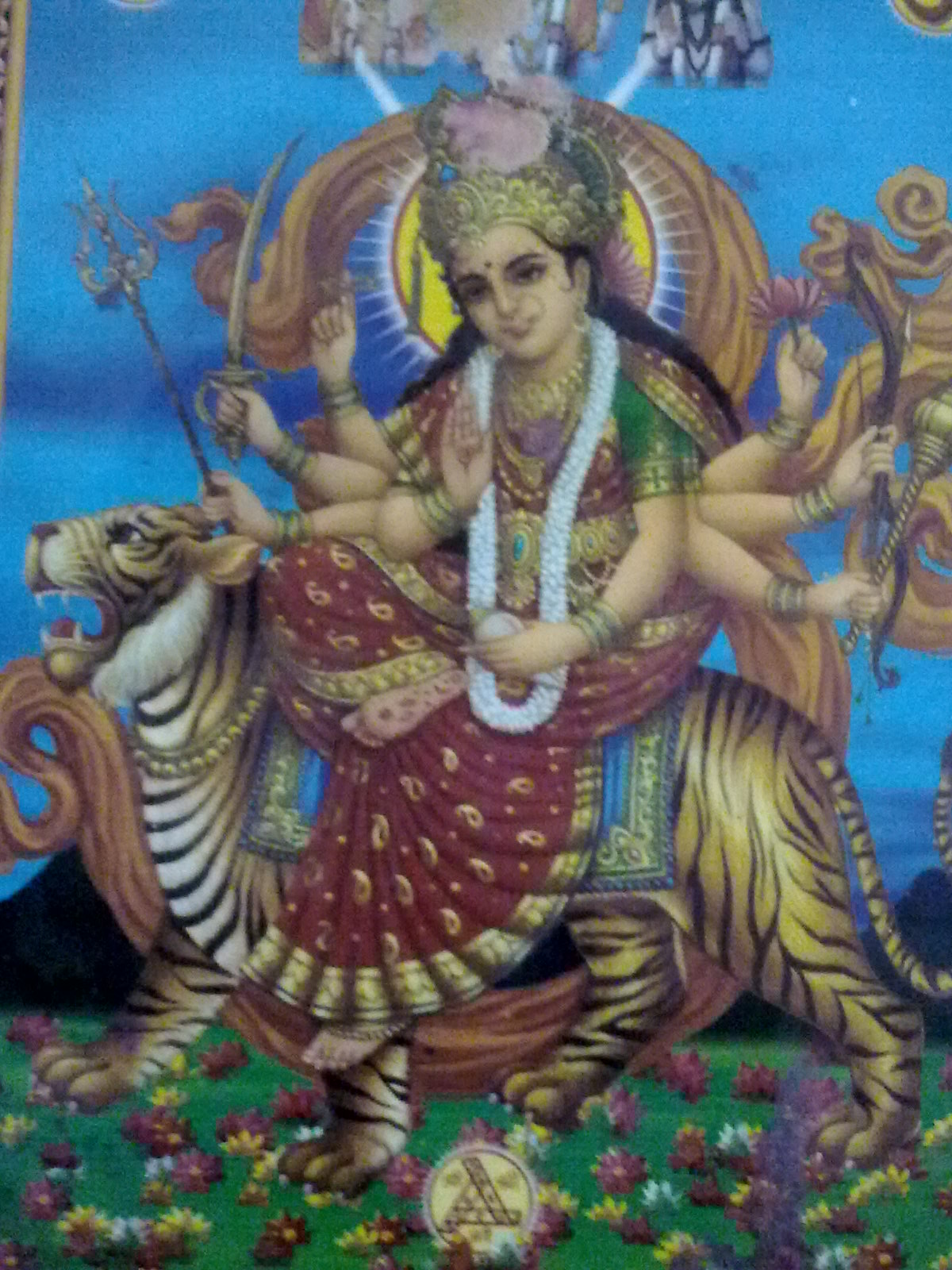
Durga

Formen des Shaktismus sind zum Beispiel die Verehrung der Göttin Durga, die mit dem Absoluten, dem Brahman, eins ist und als Herrin der Welt und der anderen Götter betrachtet wird. Auch Shiva ist von ihr abhängig, er existiert nach Ansicht der Shaktianhänger durch sie und sie ist als Mahayogini Schöpferin, Zerstörerin und Erhalterin der Welt, die in Ewigkeit existiert. Ihre Attribute sind der Dreizack Shivas, der Diskus Vishnus, der Donnerkeil Indras, die Schlinge Varunas und andere Symbole, die ihr nach den Mythen die Götter gaben. Ihr Begleittier ist der Löwe oder der Tiger. Durga in ihren vielen Gestalten ist in Indien die beliebteste Göttin und wird als waffentragende Kämpferin, aber auch als höchste Mutter verehrt.
In Form der Durga ist die Shakti ungebunden, ohne Gatten. In anderen Kulten tritt sie auch als Lalita auf, eine rotfarbige Göttin, die auf Shivas Schoß sitzt und deren Symbole der Zuckerrohrbogen (u. a. ein Symbol des menschlichen Geistes), Blumenpfeile (symbolisiert u. a. die Welt der Sinne), das Netz (u. a. Symbol der Liebe und des Verlangens) und die Keule (u. a. Symbol von Zorn und Abneigung) sind.
Die Verehrer der großen Mutter, die Shaktas, sind zumeist auch dem Shivaismus verbunden, während im Vishnuismus die Göttin im Allgemeinen keine herausragende Bedeutung hat.
Eine besondere Rolle spielt im Shaktismus Mahadevi, da sie als Allwesen und Göttin des Absoluten gilt, das in unterschiedlichen Formen (z. B. als Lakshmi, Sarasvati oder Parvati) erscheint und den männlichen Göttern als schöpferischer Aspekt des Brahman übergeordnet ist.
In einigen eher philosophischen Richtungen des Shaktismus gilt die Shakti als kinetischer Aspekt des Brahman, des einzig wahrhaft Seienden, die alles aus sich hervorgehen lässt, in sich trägt, wieder zurücknimmt und die Maya, die manifestierte Welt und die darin enthaltene Polaritäten hervorbringt und selbst ist.
In anderen Formen des Shaktismus hat die Shakti nicht die gleiche überragende Stellung, sondern wird als die immanente Schöpfungsmacht des männlichen Shiva gedacht und gilt als Erscheinungsform der letzten Realität. Shiva symbolisiert hier das Absolute in seinem ruhenden Aspekt, während die weiblich gedachte Shakti seine Energie ist, die aus ihm hervorgeht und die das Universum schafft, erhält und vernichtet. Die Shakti ist die Energie des erlösenden Wissens, des Willens und des Handelns. Der männliche Gott gilt hier als passives (Purusha), die Göttin als das aktive Prinzip (Prakriti). Zusammen bilden sie eine Einheit.
Auch die Ikonographie spiegelt die unterschiedliche Bedeutung der Shakti: Manchmal steht sie triumphierend auf dem unbeweglichen, passiven Leib des Shiva, oder sie bilden beide einen zweigeschlechtlichen Ardhanarishvara (halb Mann, halb Frau), dann wieder sitzt sie als geliebte Gattin (Uma-Maheshvara) auf Shivas Schoß.

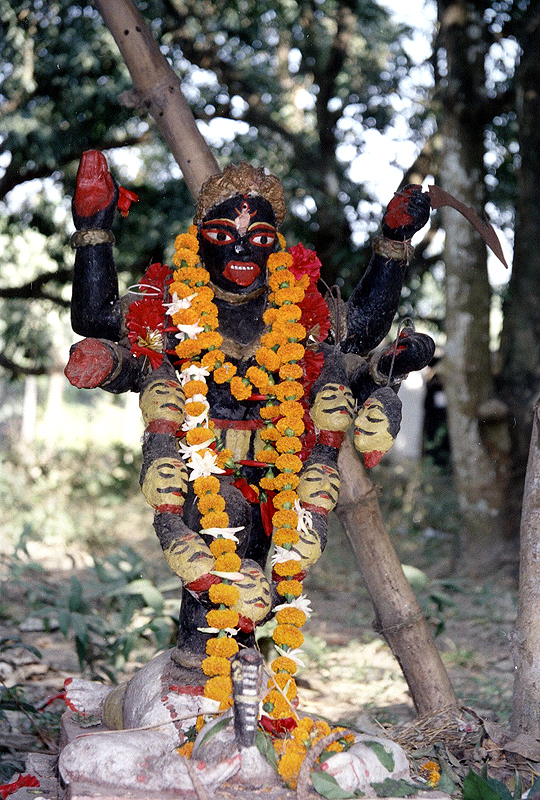
Kali-Heiligtum am Dorfrand

In einigen Richtungen des Shaktimus ist die Shakti Kali, die wie die Natur grausam und unberechenbar sein kann und auch blutige Opfer fordert. Im Kali-Kult werden die Gegensätze von Geburt und Tod, Entstehen und Vergehen, Schönheit und Schrecken des Lebens als Einheit aufgefasst. Darum verehren Gläubige auch die dunklen Seiten der Kali, huldigen ihr nicht nur auf dem Hausaltar oder im Tempel, sondern auch auf Leichenverbrennungsplätzen. Früher brachte man sogar Menschenopfer dar. Allerdings gilt Kali auch als Erlöserin und liebende Beschützerin. Sie ist Kalima, d. h. die Mutter Kali, die dem Menschen in seinem Kampf gegen die Verstrickungen der Sinneswelt, die Gebundenheit an die Welt und den Tod helfen kann.
In der Verehrung der Shakti zelebrieren Anhänger tantrischer Richtungen auch nicht selten Rituale wie das Pancatattva. Dazu gehören der Genuss von Rauschtrank (Mada), Fisch (Matsya), Fleisch (Mamsa), Getreide (Mudra) und sexueller Vereinigung (Maithuna). Es wird angenommen, dass diese fünf Dinge zur Shakti gehören und dass sie durch Ritualisierung auf ein höheres Niveau gehoben werden können. Die Befriedigung der menschlichen Bedürfnisse soll auf diese Art und Weise eine Umwandlung in göttliche Prozesse erfahren können. Maithuna, die rituelle Sexualität, wird jedoch nur von sehr wenigen Shaktas tatsächlich ausgeführt, die meisten lehnen sie ab oder führen sie nur symbolisch aus. Jedoch war früher die sakrale Prostitution häufig eine Begleiterscheinung des tantrischen Shaktismus und der Geschlechtsakt wurde als Unio mystica mit der großen Mutter, der Göttin des Lebens, der Liebe und der Fruchtbarkeit erfahren.

Sri Yantra

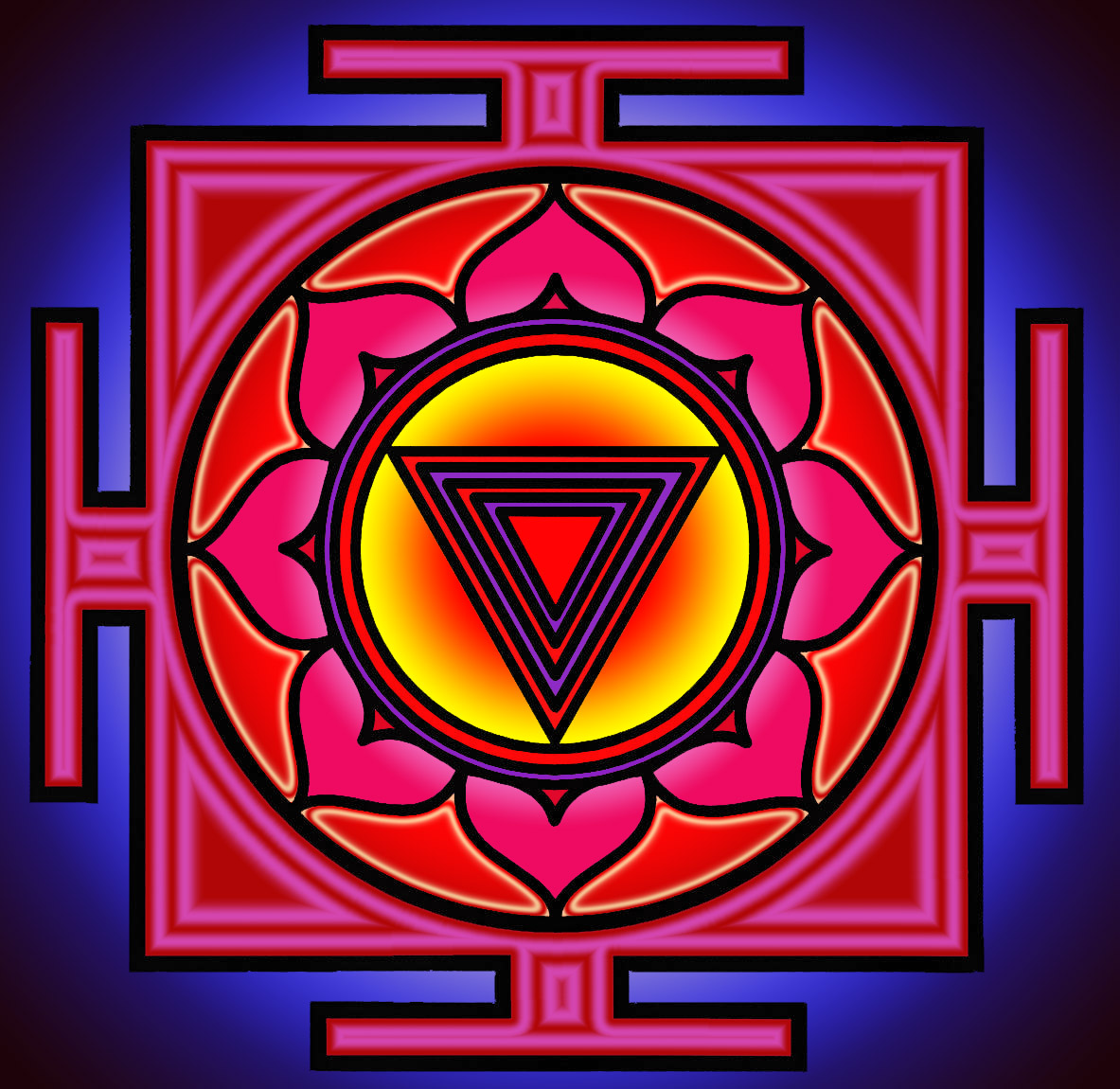
Kali Yantra

### Yantras
Zum Glaubensleben von Anhängern der Göttin gehören auch Yantras, geometrische Diagramme aus Punkt, Linien, Kreisen und Dreiecken. Man zeichnet sie z. B. auf den Boden, auf Papier oder ritzt sie in Metallplättchen. Diese Zeichen stellen den formlosen Aspekt der Göttin dar. In der Anbetung können sie anstelle einer Statue oder eines Bildes im Zentrum stehen. Durch das Rezitieren von Mantren manifestiert sich nach Ansicht ihrer Anhänger die Göttin selbst in dieser Zeichnung und ist durch sie anwesend.